# Stade populaire de Sosnowiec
Le stade populaire de Sosnowiec (Stadion Ludowy en polonais) est un stade multi-usage situé à Sosnowiec dans la voïvodie de Silésie en Pologne. Il accueille les matches du Zagłębie Sosnowiec et peut recevoir 5 750 personnes (13 000 au maximum, en configuration debout).

## Histoire
Il est inauguré le 21 octobre 1956 devant près de 40 000 spectateurs.
À partir de 2007, un programme de rénovation est mis en œuvre afin de moderniser le stade et permettre de remplir toutes les exigences pour jouer en Ekstraklasa (éclairage de 1 920 lux, vestiaires remis à neuf, pelouse chauffante, construction d'un toit au-dessus de la tribune officielle).
Le Wisła Cracovie y joue toute la saison 2009-2010, son stade étant en rénovation, tout comme son ennemi du Cracovia.